# Kropîvne, Bahmaci
Kropîvne (în ucraineană Кропивне) este o comună în raionul Bahmaci, regiunea Cernihiv, Ucraina, formată numai din satul de reședință.

## Demografie
Componența lingvistică a comunei Kropîvne
     Ucraineană (96,84%)
     Rusă (1,9%)
     Alte limbi (0,88%)
Conform recensământului din 2001, majoritatea populației comunei Kropîvne era vorbitoare de ucraineană (96,84%), existând în minoritate și vorbitori de rusă (1,9%).